# Reffannes
 Reffannes  es una población y comuna francesa, situada en la región de Poitou-Charentes, departamento de Deux-Sèvres, en el distrito de Parthenay y cantón de Ménigoute.

## Demografía
| 368 | 316 | 296 | 326 | 325 | 351 |
| Para los censos de 1962 a 1999 la población legal corresponde a la población sin duplicidades (Fuente: INSEE [Consultar]) |     |     |     |     |     |